# Viktor Dobrotvorski
Viktor Dobrotvorski –en ruso, Виктор Добротворский– (6 de julio de 1966) es un deportista ucraniano que compitió para la Unión Soviética en piragüismo en la modalidad de aguas tranquilas. Ganó cuatro medallas en el Campeonato Mundial de Piragüismo entre los años 1989 y 1993.

## Palmarés internacional
| Representando a la URSS |                        |                   |             |
| Campeonato Mundial      |                        |                   |             |
| Año                     | Lugar                  | Medalla           | Evento      |
| 1989                    | Plovdiv (Bulgaria)     | Medalla de bronce | C2 10 000 m |
| 1990                    | Poznań (Polonia)       | Medalla de bronce | C2 10 000 m |
| Representando a Ucrania |                        |                   |             |
| Campeonato Mundial      |                        |                   |             |
| Año                     | Lugar                  | Medalla           | Evento      |
| 1993                    | Copenhague (Dinamarca) | Medalla de bronce | C2 10 000 m |
| 1993                    | Copenhague (Dinamarca) | Medalla de bronce | C4 1000 m   |